# No Limit Top Dogg
No Limit Top Dogg è il quarto album in studio del rapper statunitense Snoop Dogg, ed il secondo per la No Limit Records. È stato pubblicato l'11 maggio 1999 e figura la hit single Bitch Please featuring Xzibit e Nate Dogg, prodotta da Dr. Dre.

## Tracce
1. Dolomite (Intro) – 0:27
2. Buck 'Em (feat. Sticky Fingaz) – 2:44 (Calvin Cordozar Broadus Jr., Kirk Jones, Andre Young)
3. Trust Me (feat. Suga Free & Sylk-E. Fyne) – 4:09 (Calvin Cordozar Broadus Jr., Dejuan Walker, La'Mar Johnson, Stephen Anderson)
4. My Heat Goes Boom – 3:40 (Calvin Cordozar Broadus Jr., Cecil Womack Jr.)
5. Dolomite (Interlude) – 0:52
6. Snoopafella – 5:22 (Calvin Cordozar Broadus Jr., Anthony Banks)
7. In Love With A Thug – 3:44 (Calvin Cordozar Broadus Jr., Cecil Womack Jr.)
8. G Bedtime Stories – 2:14 (Calvin Cordozar Broadus Jr., Cecil Womack Jr.)
9. Down for My Niggas (feat. C-Murder, Magic) – 3:46 (Calvin Cordozar Broadus Jr., Corey Miller, Awood Johnson Jr., Craig Lawson)
10. Betta Days – 3:55 (Calvin Cordozar Broadus Jr., Cecil Womack Jr., Jeffrey Fortson)
11. Somethin' Bout Yo Bidness (feat. Raphael Saadiq) – 4:10 (Calvin Cordozar Broadus Jr., Raphael Saadiq, George "G-One" Archie)
12. Bitch Please (feat. Xzibit, Nate Dogg) – 3:54 (Calvin Cordozar Broadus Jr., Alvin Joiner, Nathaniel Hale, Andre Young)
13. Doin' Too Much – 4:07 (Calvin Cordozar Broadus Jr.,  
David Blake)
14. Gangsta Ride (feat. Silkk the Shocker) – 3:44 (Calvin Cordozar Broadus Jr., Vyshonn Miller, Cecil Womack Jr.)
15. Ghetto Symphony (feat. C-Murder, Mystikal, Silkk the Shocker, Mia X, Fiend, Goldie Loc) – 5:40 (Calvin Cordozar Broadus Jr., Mia Young, Richard Jones, Corey Miller, Vyshonn Miller, Michael Tyler, Keiwan "Goldie Loc" Spillman, Craig Lawson)
16. Party With a D.P.G. – 4:55 (Calvin Cordozar Broadus Jr., David "Jelly Roll" Drew)
17. Buss'n Rocks – 4:23 (Calvin Cordozar Broadus Jr., David Blake)
18. Just Dippin' (feat. Dr. Dre, Jewell) – 4:03 (Calvin Cordozar Broadus Jr., Mia Young, Jewell Caples)
19. Don't Tell (feat. Warren G, Mausberg, Nate Dogg) – 4:47 (Calvin Cordozar Broadus Jr., Warren Griffin III, Johnny "Mausberg" Burns, Nathaniel Hale, David Blake)
20. 20 Minutes (feat. Goldie Loc) – 3:59 (Calvin Cordozar Broadus Jr., Keiwan "Goldie Loc" Spillman)
21. I Love My Momma – 3:06 (Calvin Cordozar Broadus Jr., Cecil Womack Jr.)

## Classifiche

### Classifiche settimanali
| Classifica (1999) | Posizione massima |
| ----------------- | ----------------- |
| Australia         | 48                |
| Canada            | 10                |
| Francia           | 53                |
| Germania          | 46                |
| Nuova Zelanda     | 25                |
| Paesi Bassi       | 62                |
| Regno Unito       | 48                |
| Stati Uniti       | 2                 |

### Classifiche di fine anno
| Classifica (1999) | Posizione |
| ----------------- | --------- |
| Stati Uniti       | 81        |